# Ian Erix
 Der er for få eller ingen kildehenvisninger i denne artikel, hvilket er et problem. Du kan hjælpe ved at angive troværdige kilder til de påstande, som fremføres i artiklen.

Ian Erix er en amerikansk popsanger, sangskriver, tv-præsentator og social media personlighed. I 2013 fik han en kontrakt med Ultra Music og Sony Entertainment.